# Pěnové hnízdo

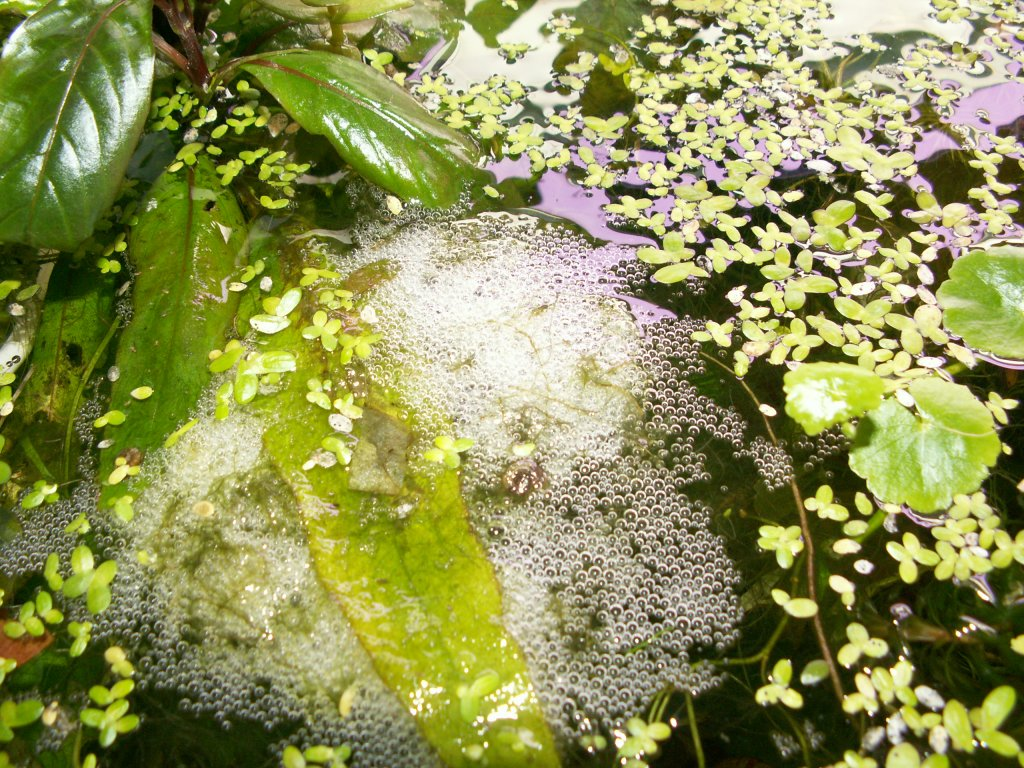
Pěnové hnízdo čichavce zakrslého

Pěnové hnízdo je hnízdo tvořené pěnou z ústního sekretu a vzduchu, které pro své potomstvo staví některé paprskoploutvé ryby. Obdobné chování bylo zaznamenáno i u jednoho druhu žab. Kromě pěny bývá ke stavbě pěnového hnízda v některých případech použit i další materiál, jako jsou listy a úlomky rostlin. Pěnové hnízdo může být umístěno na hladině, pod plovoucími předměty, pod listy ve vodním sloupci či v různých podvodních dutinách. Podoba a umístění pěnového hnízda se u různých ryb liší. Nejznámějšími staviteli pěnových hnízd jsou některé labyrintky, ale pěnová hnízda staví i další nepříbuzné druhy ryb, jako někteří pancéřníčci nebo štička africká. Druhy stavějící pěnová hnízda obvykle obývají stojaté a špatně okysličené vody. Obecně se stavitelé pěnových hnízd označují jako afrofilní.

## Funkce pěnového hnízda
Pěnové hnízdo může plnit řadu funkcí. Podle výzkumů provedených na pancéřníčcích pobřežních je hlavní funkcí pěnového hnízda dostatečné okysličení vyvíjejích se jiker i ve vodách se sníženým obsahem kyslíku. Jikry v hnízdě jsou obklopeny vzduchem ale jsou přesto dobře chráněny před vyschnutím. Mezi další funkce pěnového hnízda může patřit ochrana před predátory, regulace teploty, označení centra teritoria a synchronizace rozmnožovacího chování.

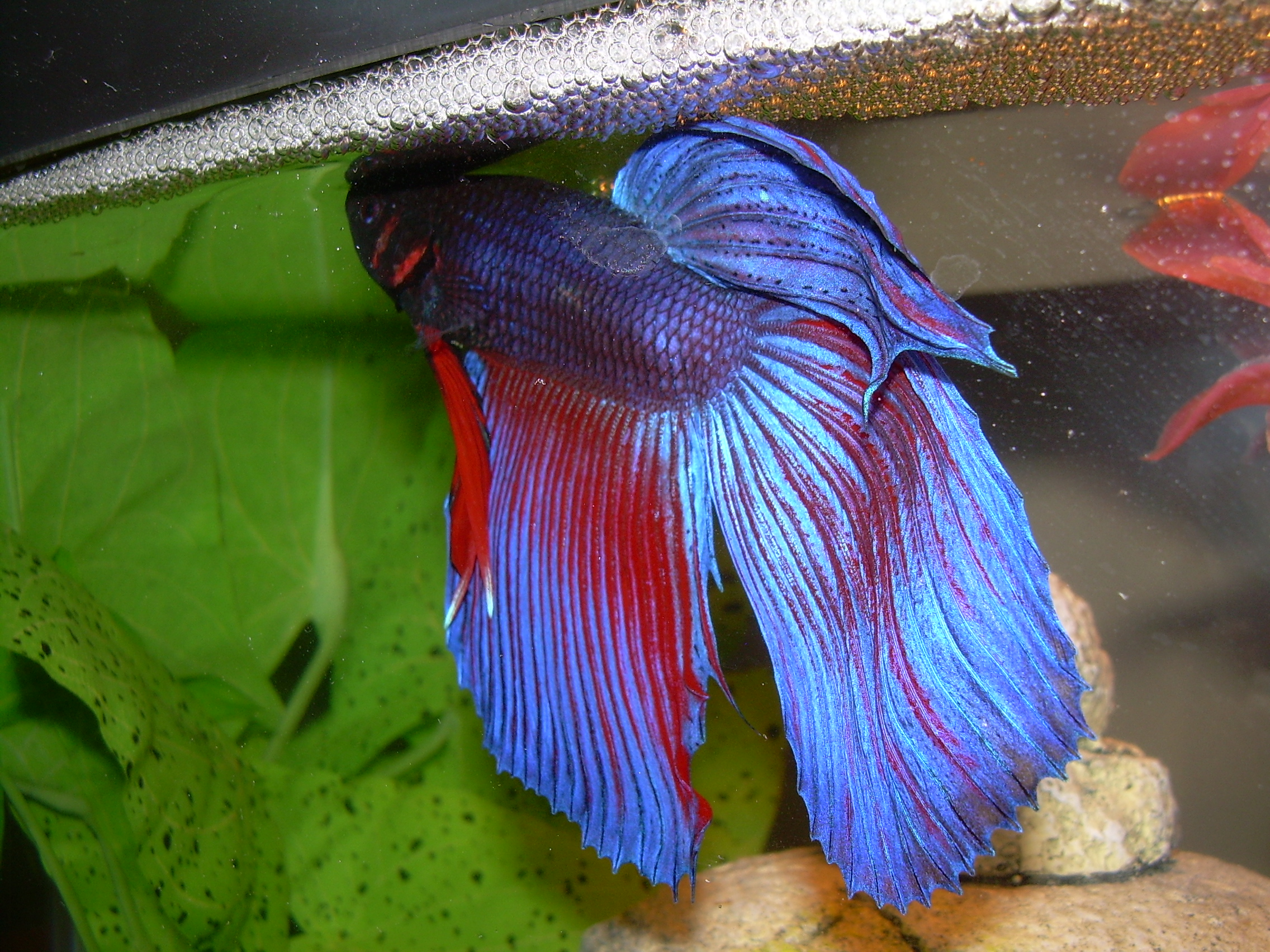
Samec bojovnice pestré pod pěnovým hnízdem
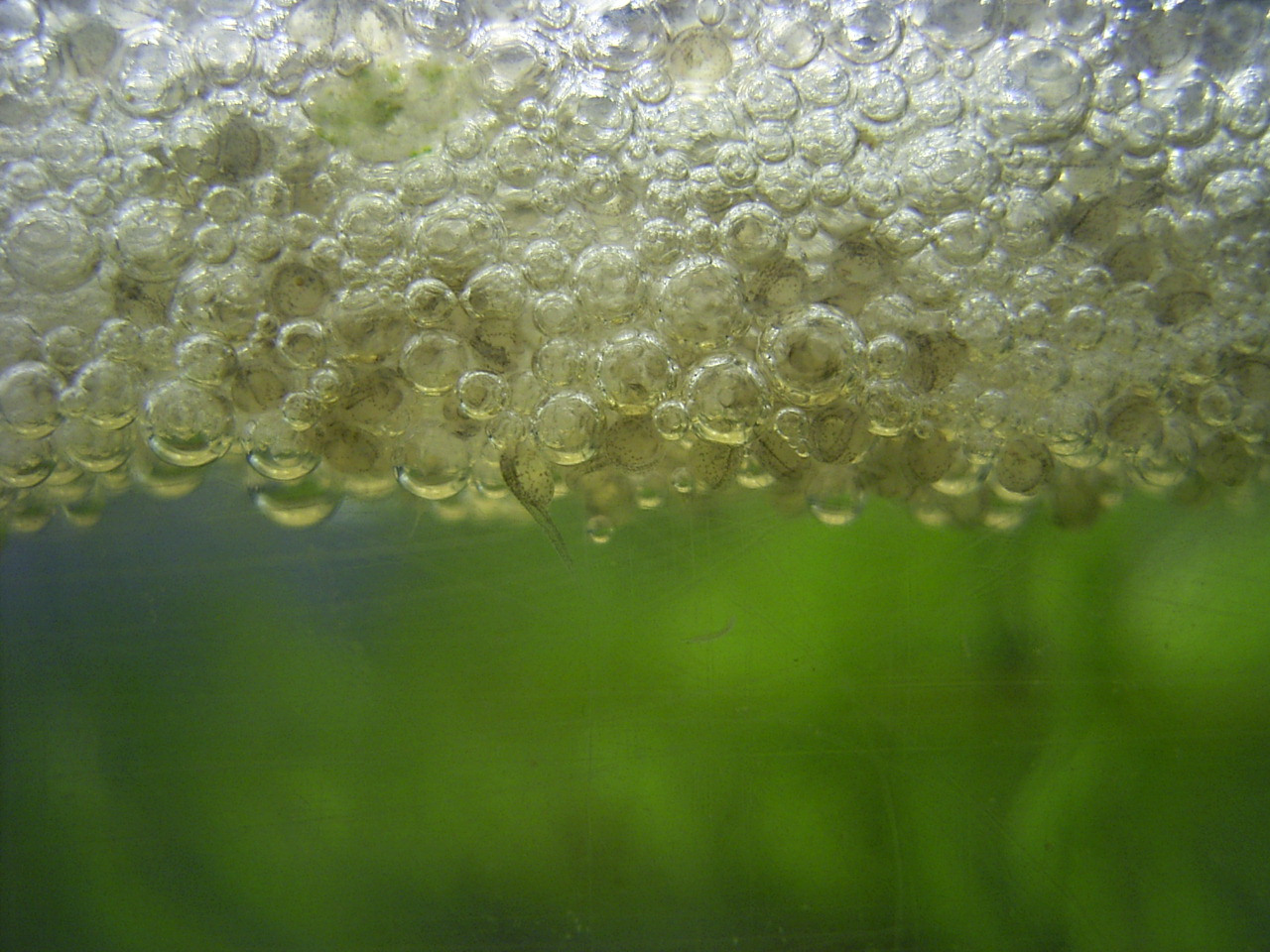
Líhnoucí se plůdek rájovce v pěnovém hnízdě
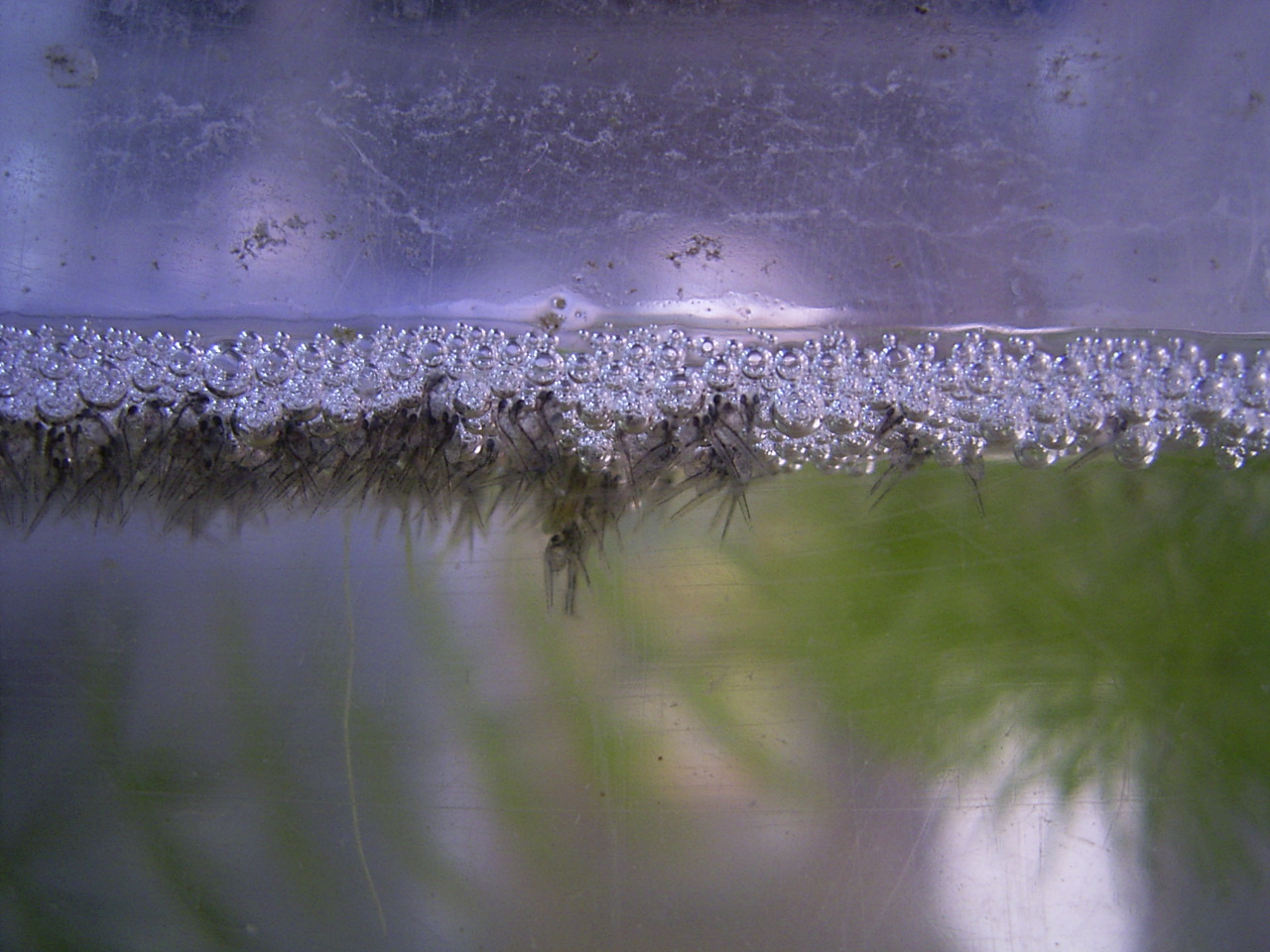
Vylíhlý, ale nerozplavaný plůdek rájovce pod pěnovým hnízdem